# Benjamin Champney
Benjamin Champney (ur. 20 listopada 1817 w New Ipswich w stanie New Hampshire, zm. 11 grudnia 1907 w Woburn (Massachusetts)) – amerykański malarz pejzażysta, założyciel White Mountain School, nieformalnej grupy malarzy, którzy regularnie malowali Góry Białe (White Mountain) w New Hampshire w drugiej połowie XIX w. Wystawiał regularnie w Boston Athenæum, był założycielem Boston Art Club.

## Życiorys
Początkowo zajmował się litografią w Bostonie. W latach 1841–1846 studiował malarstwo w Paryżu. W czasie ponownego pobytu w Europie namalował Panoramę Renu, którą następnie wystawiał m.in. w Worcester, Massachusetts, New Haven, Connecticut i w Nowym Jorku, gdzie spłonęła w 1857 roku.
W 1853 roku kupił dom pod North Conway w Górach Białych, który przez 50 lat był jego miejscem pracy i spotkań z innymi malarzami związanymi z White Mountain School. W 1855 roku Champney założył Boston Art Club, a w następnym roku został jego prezesem. W 1900 roku napisał obszerną autobiografię dostępną obecnie online.

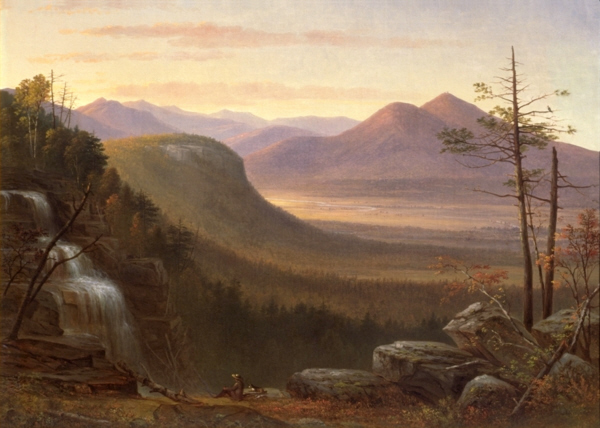
Wodospad Thompsona i dolina Saco
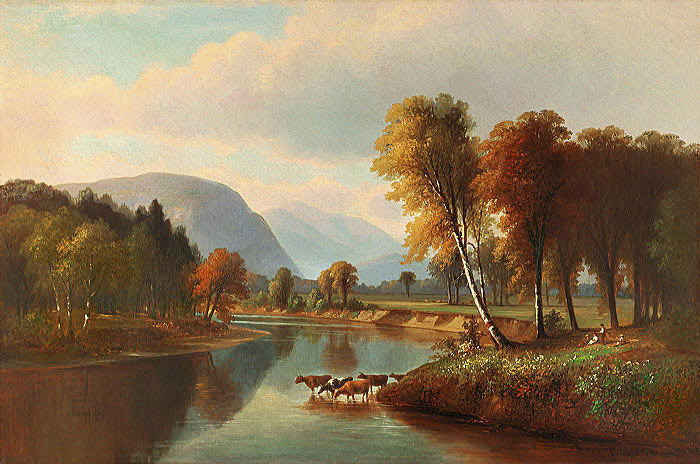
Rzeka Saco
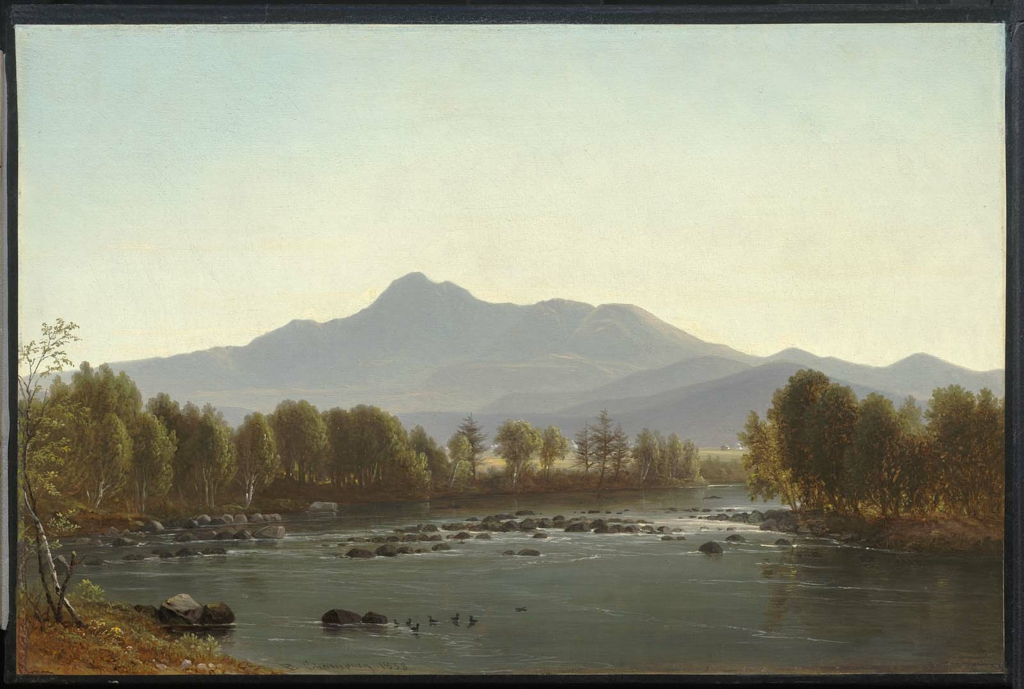
Gra Chocorua w New Hampshire
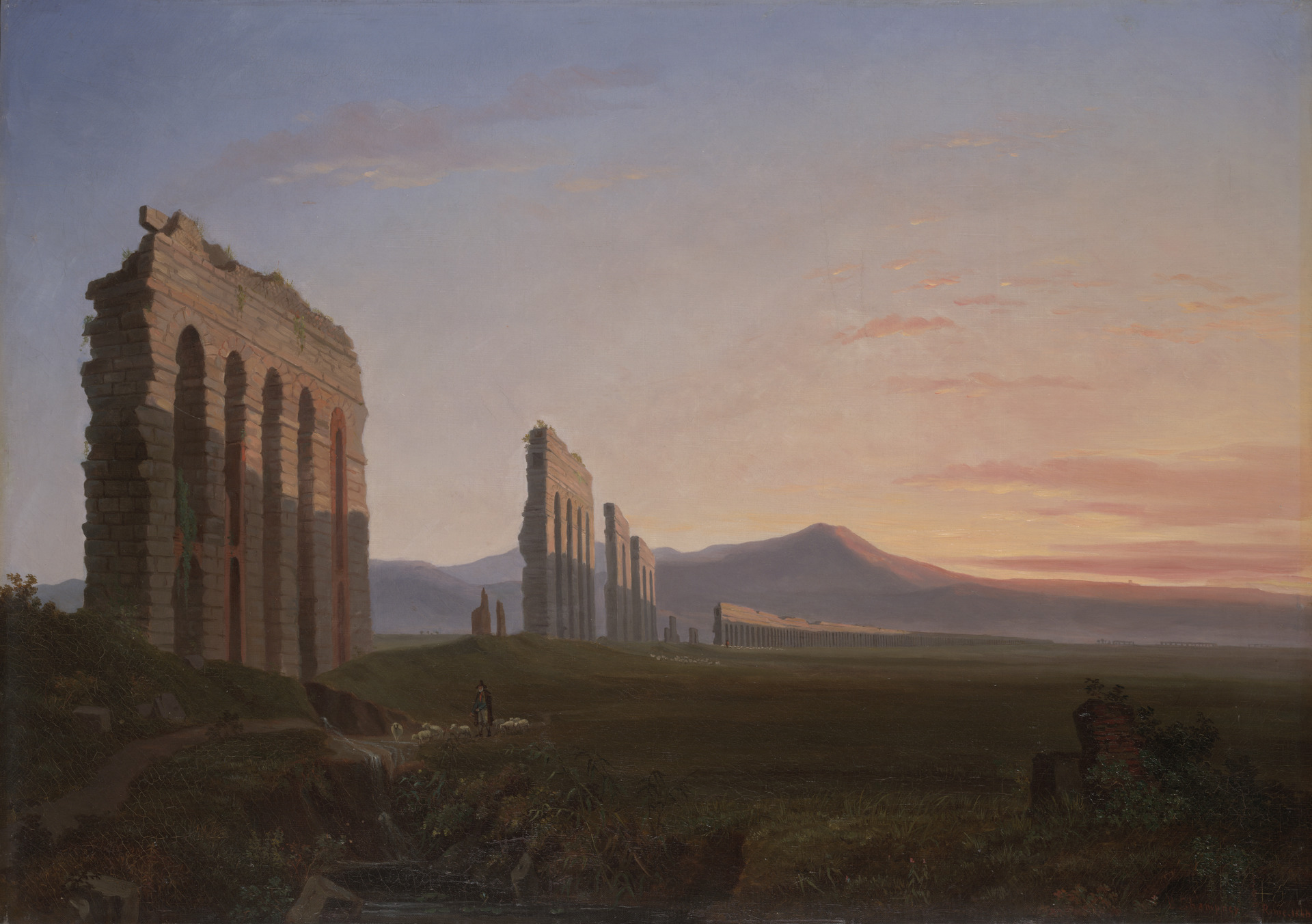
Widok na Kampanię Rzymską